# Bezirksamt Schopfheim

Lage der Bezirksämter in Baden im Jahr 1890

Das Bezirksamt Schopfheim war ein staatlicher Verwaltungsbezirk im Land Baden, der vom 23. April 1810 bis 1. April 1938 existierte.

## Geschichte
Schopfheim war bereits zu Zeiten der Markgrafschaft Hachberg-Sausenberg Zentralort einer Verwaltungseinheit, Schopfheimer Viertel der Landgrafschaft Sausenberg.
Als 1809 beschlossen wurde das Oberamt Rötteln aufzulösen, wurden dessen Gemeinden den neu gebildeten Bezirksämtern Lörrach, Kandern und Schopfheim zugeteilt. Das neue Bezirksamt wurde dem Wiesenkreis zugeordnet und kam nach dessen Auflösung 1815 zum Dreisamkreis.
Das Bezirksamt Kandern wurde 1819 aufgelöst und die Gemeinden Endenburg, Kirchhausen und Schlächtenhaus dem Bezirksamt Schopfheim zugeordnet.
Nach der badischen Verwaltungsreform von 1832 gehörte das Bezirksamt Schopfheim zum Oberrheinkreis. Nach der erneuten Reform von 1864 wurde das Schopfheimer Amt Teil des Landeskommissärbezirks Freiburg, der bis 1938 die übergeordnete Staatsbehörde blieb. 1864 wurden in Baden auch Kreisverbände errichtet, die zur gemeinsamen Wahrnehmung von kommunalen Selbstverwaltungsaufgaben durch die Gemeinden mehrerer staatlicher Amtsbezirke dienten. Die Gemeinden des Amtsbezirks Schopfheim gehörten hier zum Kreis Lörrach, das Bezirksamt selbst hatte keine Selbstverwaltungsaufgaben, sondern war nur Teil der Staatsverwaltung.
1857 wurden Verwaltung und Rechtspflege unterer Instanz voneinander getrennt. Die Bezirksämter wurden reine Verwaltungseinheiten, die Rechtsprechung wurde von Amtsgerichten übernommen.
Zum 1. April 1885 wurde die Gemeinde Neuenweg-Heubronn vom Bezirksamt Schopfheim abgetrennt und dem Bezirksamt Schönau zugewiesen.
Durch die Verordnung über die Vereinfachung der inneren Verwaltung vom 18. Januar 1924 wurde das Bezirksamt Schönau aufgehoben und die bisher dort zugehörigen Gemeinden dem Bezirksamt Schopfheim zugeschlagen. Außerdem wurde die Gemeinde Todtmoos des ebenfalls aufgehobenen Bezirksamtes St. Blasien dem Amt Schopfheim zugeordnet.
Das Bezirksamt wurde durch das Gesetz über die Neueinteilung der inneren Verwaltung vom 30. Juni 1936. per 1. Oktober 1936 aufgehoben.
Die Gemeinden Bernau, Brandenberg, Todtnau und Todtnauberg wurden dem Amtsbezirk Neustadt und damit dem Kreis Freiburg zugeteilt. Dossenbach, Minseln, Nordschwaben, Todtmoos und Wehr kamen zum Amtsbezirk Säckingen und damit zum Kreis Waldshut. Alle übrigen Gemeinden des Schopfheimer Bezirks kamen zum Amtsbezirk Lörrach und blieben damit auch beim Kreis Lörrach. Durch Verordnung vom 1. Juli 1936 wurde der Aufhebungstermin 1. Oktober zunächst aufgeschoben, während die Verschiebungen zu anderen Amtsbezirken per 1. Oktober erfolgten.
Mit Verordnung vom 28. Oktober 1936 wurde nur für Aufgaben der Wehrbezirkseinteilung die Aufhebung doch sofort wirksam.
Mit Verordnung vom 25. November 1937 wurde auch für den bisherigen Amtsbezirk Schopfheim das Gesetz über die Neueinteilung der inneren Verwaltung vom 30. Juni 1936 per 1. April 1938 voll in Kraft gesetzt.
Durch das Gesetz über die Landkreisselbstverwaltung in Baden (Landkreisordnung) vom 24. Juni 1939 wurden die bisherigen Kreise per 15. Juni 1939 aufgelöst und die neuen Landkreise traten an deren Stelle. Der bisherige Kreis Lörrach als Verband der kommunalen Selbstverwaltung und das staatliche Bezirksamt Lörrach wurden durch den Landkreis Lörrach als unterer staatlicher Verwaltungsbezirk (Organleihe) und gleichzeitig Selbstverwaltungskörperschaft ersetzt. Die Gemeinden des ehemaligen Bezirksamtes Schopfheim gehören heute zum Landkreis Lörrach.

## Amtmänner
- 1810–1819: Karl Philipp Lindemann
- 1819–1820/21: Jakob Wundt
- 1820/21–1823: Franz Kern
- 1823–1826: Heinrich Leussler
- 1826–1832: Jakob Bürkle
- 1832–1834: Conrad Ludwig Rettig
- 1834–1835: Philipp Benitz
- 1835–1840: Josef Klein
- 1840–1845: Philipp Flad
- 1845–1848: Karl Ludwig Gaß
- 1848–1849: Philipp Kuenzer
- 1849–1860: August Ludwig Asbrand (genannt von Porbeck)
- 1860–1863: Georg Wolf
- 1863–1872: Georg Seybel
- 1872–1877: Heinrich Pfister
- 1877–1884: Eugen Becker
- 1884–1890: Adolf Föhrenbach
- 1890–1895: Karl Weingärtner
- 1895–1898: Friedrich Nieser
- 1899–1903: Carl Grimm
- 1904: Karl von Witzleben
- 1905–1911: Julius Guth-Bender
- 1911–1912: Friedrich Ludwig Seubert
- 1912–1920: Volkert Pfaff
- 1920–1924: Theodor Wintermantel

Landräte
- 1924–1932: Alfred Franck
- 1933–1934: Erwin Dorner
- 1934–1938: Friedrich Kauffmann